# Tiro alla fune ai Giochi olimpici intermedi
La gara di tiro alla fune ai Giochi olimpici intermedi si svolse ad Atene allo Stadio Panathinaiko il 30 aprile 1906. Vi parteciparono quattro squadre.

## Medagliere
| Posizione | Paese    |   |   |   | Totale |
| --------- | -------- | - | - | - | ------ |
| 1         | Germania | 1 | 0 | 0 | 1      |
| 2         | Grecia   | 0 | 1 | 0 | 1      |
| 3         | Svezia   | 0 | 0 | 1 | 1      |
| Totale    | Totale   | 1 | 1 | 1 | 3      |

## Partecipanti
| Squadre partecipanti | | | |
| Germania | Omas Helliniki Peiraikos Syndesmos | Svezia | Austria |
| Wilhelm Born Wilhelm Dörr Karl Kaltenbach Josef Krämer Wilhelm Ritzenhoff Heinrich Rondi Heinrich Schneidereit Julius Wagner | Kōnstantinos Lazaros Spyros Lazaros Geōrgios Papachrīstou Geōrgios Psachos Vasilios Psachos Panagiōtīs Trivoulidīs Antōnīos Tsitas Spyros Vellas | Erik Granfelt Gustaf Grönberger Anton Gustafsson Oswald Holmberg Eric Lemming Axel Norling Carl Svensson Ture Wersäll | Rudolf Arnold Henri Baur Karl Höltl Leopold Lahner Rudolf Lindmayer Franz Solar Josef Steinbach Josef Wittmann |

## Risultati delle gare

### Tiro alla fune
| Evento                     | Oro      | Argento                            | Bronzo |
| Tiro alla fune             |          |                                    |        |
| Tiro alla fune (30 aprile) | Germania | Omas Helliniki Peiraikos Syndesmos | Svezia |

## Eventi

### Primo turno
| Data             | Squadra1                           | Squadra2 | Punteggio |
| (30 aprile 1906) | Germania                           | Austria  | 2 - 0     |
| (30 aprile 1906) | Omas Helliniki Peiraikos Syndesmos | Svezia   | 2 - 0     |

### Finali
| Data             | Squadra1 | Squadra2                           | Punteggio |
| (30 aprile 1906) | Germania | Omas Helliniki Peiraikos Syndesmos | 2 - 0     |
| (30 aprile 1906) | Svezia   | Austria                            | 2 - 0     |

## Classifica finale[3]
| Posizione | Squadra                            | Paese    |
| --------- | ---------------------------------- | -------- |
| 1         | Germania                           | Germania |
| 2         | Omas Helliniki Peiraikos Syndesmos | Grecia   |
| 3         | Svezia                             | Svezia   |
| 4         | Austria                            | Austria  |